# Patrik Lázár
Patrik Lázár (n. 24 august 1990, Győr) este un fotbalist maghiar care evoluează la echipa Gyirmót SE pe post de fundaș.